# По ночам
«По ночам» — второй студийный альбом российской группы «Запрещённые барабанщики», выпущенный в 2000 году на лейбле Real Records.

## История создания
В 2000 году группа перешла с «Монолита» на лейбл Real Records и приступила к записи второго альбома, который был, записан и сведён в Москве на студии FM Division, под продюсерским руководством Олега Лобова. Во втором альбоме, как отметил Виктор Пивторывпало, «Мы сами всё делали. Сами делали фотосессию, сами оформляли, сами находили материал. Естественно, был человек, который за компьютером (увлеченно жестикулирует), предлагал цвет поменять. Получилось неплохо».
В качестве полноправных участников группы на обложке (помимо Пивторыпавло, Иванченко, Архипова и Онищенко) были указаны теперь также Иван Трофимов («идеи, тексты, пропаганда»)  Олег Межеровский (вокал ,перкуссия ) и Михаил Шумаков (гитара).
Вокалист группы говорил, что оформление обложки основывалось на совместных идеях, но признавал, что значительную часть работы выполнил Иван Трофимов («Он он рылся в книгах, сидел в библиотеках, ходил по друзьям — фотографии искал». При этом на вопрос о сути «идеологической» работы автора текстов Пивторывпало на вопрос корреспондента zvuku.ru отвечал: «Он просто придумал себе кличку: „идеолог“. Он пишет тексты, занимается, как и все мы, понемножку администрацией, придумывает начинку обложки для пластинки — это 80 % его работа».

В альбом не вошла «политкорректная» версия главного хита, «Любили чернокожего афроамериканца», которую группа исполняла до этого на концертах. Зато сюда вошли песни про ограбление французской делегации (под провокационным заголовком «Бородино-2000») и особенности поезда «Москва-Махачкала» (одноимённая композиция). Виктор Пивторыпавло в интервью журналу «Салон AV» (2000, Киев) говорил:
Для нас понятия политкорректности на самом деле вообще не существует, и мы политизированной группой себя не считаем. Хотя, конечно, какие-то отголоски  политических событий находят отражение в наших песнях. Но вспомните Данте, который в «Кругах ада» вывел половину своих врагов, или почитайте Ахматову. Искусство всегда было политизированным. Наши песни — это скол современного общества, пропущенный через наше мировосприятие. Часто в них находят воплощение реальные события.
Многие отметили проявившийся в этом альбоме интерес группы к Кубе. Последний (по словам вокалиста группы) также имел отношение ко взглядам и увлечениям «идеолога»: «Иван… с детства увлекался Маркесом, сочинял стихи на испанском, собирал изображения с Че Геварой и до сих пор иногда все эти значки на себя цепляет. Даже Фиделю письма писал, но тот, правда, так ни разу и не ответил» — Виктор Пивторыпавло в интервью журналу «Салон AV», 2000, Киев".
Пластинка, в музыке которой преобладали ритмы реггей и ска, получилась (в чём сошлись как критики, так и участники группы) более светлой и позитивной, чем дебют. Сами музыканты смесь латиноамериканских и африканских мотивов с роком, реггей и стилем старой советской эстрады определяли как стиль «винегрет» (или «оливье»).
Альбом По ночам не мог соперничать с дебютным по уровню массовой популярности, но был чрезвычайно высоко отмечен российскими критиками. «Второй альбом „Запрещенных Барабанщиков“ — лучшее, что я слышал за последнее время. Каждая песня — остроумнейшая и неполиткорректная история…» — писал музыкальный критик Андрей Бухарин в журнале «ОМ». Журнал Playboy назвал «По ночам» «альбомом месяца», газета «Известия» признала «альбомом года».
Со слов музыкальных критиков, альбом показал, что «Запрещённые барабанщики» представляют собой значительно большее и глубокое явление, чем одноразово вспыхнувшую группу с популярной песней первого альбома «Убили негра».

## Список композиций
1. В 12 часов по ночам
2. Мама Зузу
3. Я — рыба
4. Москва—Махачкала
5. Таблетка
6. Бородино-2000
7. Случай в «Макдональдсе»
8. Человек-амфибия
9. Чёрный Бэтмен
10. Планета обезьян
11. Голод, голод…
12. Чемпион и королева
13. Куба рядом
14. Як казав Джа (Убили негра-2)